# Pol. Olympia Agnonese
Polisportiva Olympia Agnonese là một câu lạc bộ bóng đá Ý, có trụ sở tại Agnone, Molise.

## Lịch sử
Câu lạc bộ được thành lập vào năm 1967.

## Màu sắc và huy hiệu
Màu sắc của đội là màu đỏ sẫm toàn bộ trong trang phục.